# Rivulídeos
Rivulídeos (Rivulidae) é uma família de peixes actinopterígeos pertencentes à ordem Cyprinodontiformes.

## Géneros
- Aphyolebias Costa, 1998
- Austrofundulus Myers, 1932
- Austrolebias Costa, 1998
- Campellolebias
- Cynolebias
- Cynopoecilus Regan, 1912
- Gnatholebias Costa, 1998
- Kryptolebias Costa, 2004
- Leptolebias Myers, 1952
- Llanolebias Hrbek & Taphorn, 2008 (anteriormente no género Rachovia)
- Maratecoara Costa, 1995
- Megalebias Costa, 1998
- Micromoema Costa, 1998
- Millerichthys Costa, 1995
- Moema Costa, 1989
- Nematolebias Costa, 1998
- Neofundulus Myers, 1924
- Notholebias Costa, 2008 (anteriormente no género Leptolebias)
- Papiliolebias Costa, 1998
- Pituna Costa, 1989
- Plesiolebias Costa, 1989
- Prorivulus Costa, Lima & Suzart in Costa, 2004
- Pterolebias Garman, 1895
- Rachovia Myers, 1927
- Renova Thomerson & Taphorn, 1995
- Rivulus Poey, 1860
- Simpsonichthys Carvalho, 1959
- Spectrolebias Costa & Nielsen, 1997
- Stenolebias Costa, 1995
- Terranatos Taphorn & Thomerson, 1978
- Trigonectes Myers, 1925